# Phytocoris roseotinctus
Phytocoris roseotinctus är en insektsart som beskrevs av Knight 1925. Phytocoris roseotinctus ingår i släktet Phytocoris och familjen ängsskinnbaggar. Inga underarter finns listade i Catalogue of Life.